# Departamentos de Camerún
En la República de Camerún, se denomina departamento (francés: département; inglés: department) a una unidad de desconcentración geográfica del poder estatal inferior a la región. Existen 58 departamentos en el país.

## Funcionamiento
Los departamentos de Camerún son la segunda subdivisión geográfica de Camerún después de las regiones, de manera que una región es la suma geográfica de varios departamentos. No obstante, su funcionamiento es muy diferente. La región es una colectividad territorial para la descentralización, cuyo poder regional es un consejo regional elegido indirectamente por sus habitantes, aunque también cuenta con un gobernador elegido por el presidente de la República. Por el contrario, el departamento es simplemente una unidad de desconcentración a cargo de un prefecto nombrado por el presidente de la República y bajo la autoridad jerárquica del gobernador regional.
Cada departamento se divide en unidades geográficas que reciben simultáneamente dos nombres distintos según su funcionamiento: la comuna, que es la colectividad territorial para la descentralización local, y el arrondissement, que es la subdivisión para la desconcentración. Los 58 departamentos se dividen en un total de 360 de estas unidades.

## Historia
Subdivisión original
En 1963, la antigua parte francesa se estructuró en 30 départements, a los que se añadieron 6 departments de la antigua parte británica en 1968.
- Los de la parte francesa eran: Adamaoua, Bamboutos, Bamoun, Bénoué, Bouma-Ngoko, Diamaré, Dja-et-Lobo, Haut-Nkam, Haut-Nyong, Haute-Sanaga, Kadeï, Kribi, Lékié, Logone-et-Chari, Lom-et-Djerem, Margui-Wandala, Mayo-Danaï, Mbam, Méfou, Ménoua, Mifi, Moungo, Ndé, Nkam, Ntem, Nyong-et-Kéllé, Nyong-et-Mfoumou, Nyong-et-So’o, Sanaga-Maritime y Wouri.

- Los añadidos en 1968 eran: Bamenda, Kumba, Mamfe, Nkambe, Victoria y Wum.

Modificaciones
- 1975 : el número de departamentos pasa a 39
  - el departamento de Bamenda se divide en 3 departamentos : Bui, Mezam y Momo
  - los departamentos de Kumba y de Victoria se dividen en Ndian, Meme y Fako

- 1984 : el número de departamentos pasa a 49
  - el departamento de Adamaoua se divide en 5 departamentos : Djérem, Faro-Deo, Mayo-Banyo, Mbere y Vina
  - el departamento de Bénoué se divide en 4 departamentos : Bénoué, Faro, Mayorey y Mayo-Louti
  - el departamento de Diamaré se divide en 2 departamentos : Diamaré y Kaélé
  - el departamento de Margui-Wandala se divide en 2 departamentos : Mayo-Sava y Mayo-Tsanaga
  - le departamento du Méfou se divide en 2 departamentos : Méfou y Mfoundi
  - el departamento de Bamoun pasa a ser el departamento de Noun

- 1986 : el departamento de Kribi pasa a ser el departamento de Océan

- 1995 : el número de departamentos pasa a 55
  - le departamento de Mbam se divide en 2 departamentos : Mbam-et-Inoubou y Mbam-et-Kim
  - le departamento de Méfou se divide en 2 departamentos : Méfou-et-Afamba y Méfou-et-Akono
  - el departamento de Mezam se divide en 2 departamentos : Mezam y Ngo-Ketunjia
  - le departamento de Ntem se divide en 2 departamentos : Mvila y Vallée-du-Ntem
  - el departamento de Mifi se divide en 3 departamentos : Mifi, Koung-Khi y Hauts-Plateaux
  - el departamento de Kaélé pasa a ser el departamento de Mayo-Kani.

- 1998 : el número de departamentos pasa a 58
  - le departamento du Manyu se divide en 2 departamentos : Manyu y Lebialem
  - el departamento de Meme se divide en 2 departamentos : Meme y Koupé-Manenguba
  - el departamento de Menchum se divide en 2 departamentos : Menchum y Boyo

## Lista

### Adamawa

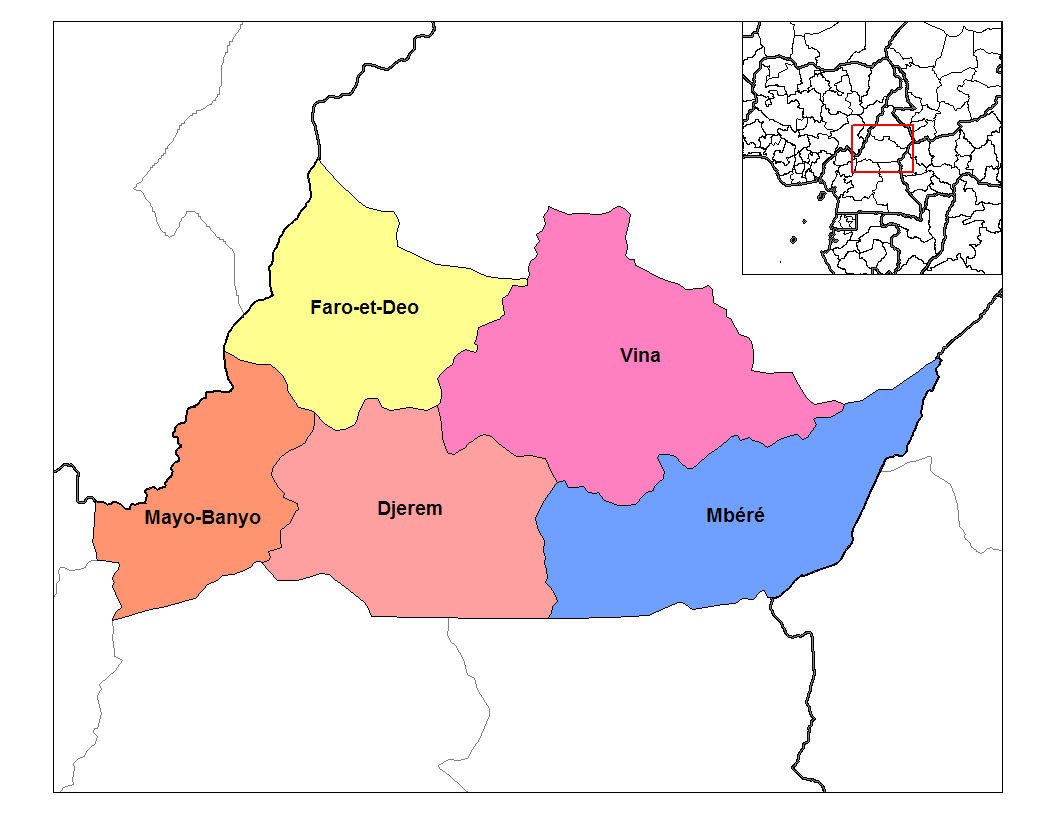
Departamentos de la región de Adamaoua

| Departamento | Capital    | Población | Superficie (km²) |
| ------------ | ---------- | --------- | ---------------- |
| Djérem       | Tibati     | 89 382    | 13 283           |
| Faro-et-Déo  | Tignère    | 66 442    | 10 435           |
| Mayo-Banyo   | Banyo      | 134 902   | 8520             |
| Mbéré        | Meiganga   | 185 473   | 14 267           |
| Vina         | Ngaoundéré | 247 427   | 17 196           |

### Centro

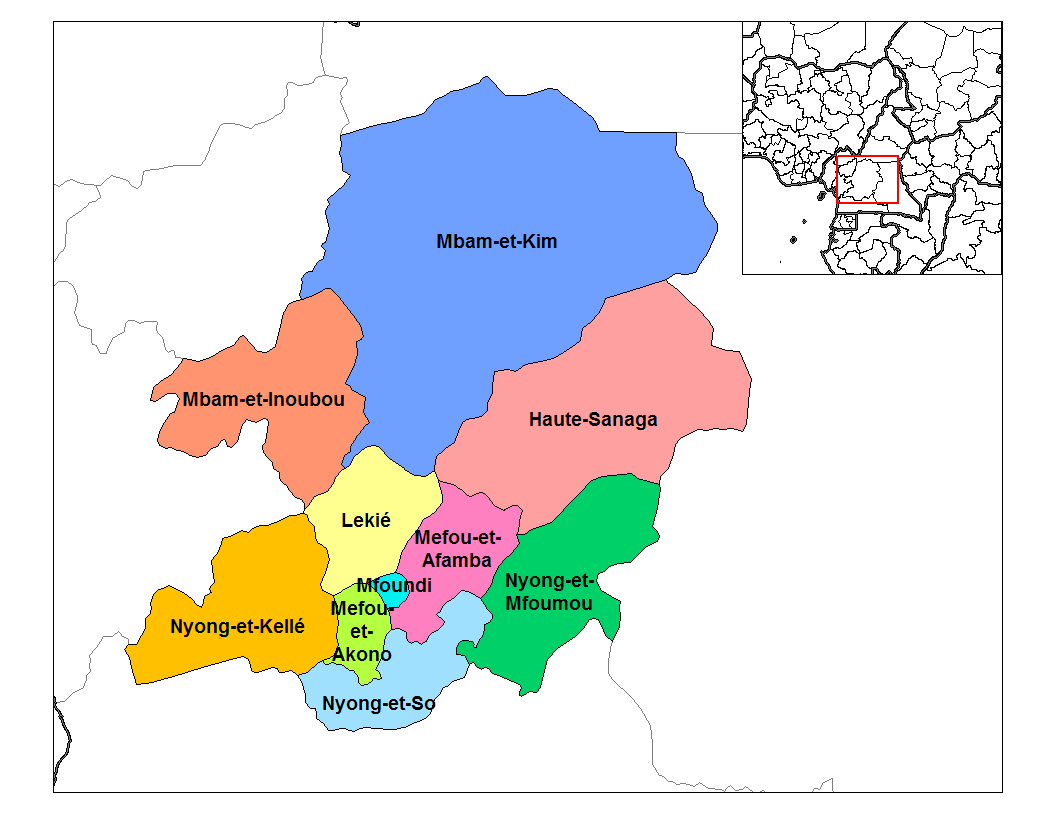
Departamentos de la región del Centro

| Departamento     | Capital     | Población | Superficie (km²) |
| ---------------- | ----------- | --------- | ---------------- |
| Haute-Sanaga     | Nanga-Eboko | 115 305   | 11 854           |
| Lekié            | Monatélé    | 354 864   | 2989             |
| Mbam-et-Inoubou  | Bafia       | 153 020   | 7125             |
| Mbam-et-Kim      | Ntui        | 64 540    | 25 906           |
| Méfou-et-Afamba  | Mfou        | 89 805    | 3358             |
| Méfou-et-Akono   | Ngoumou     | 57 051    | 1329             |
| Mfoundi          | Yaundé      | 1 248 236 | 297              |
| Nyong-et-Kéllé   | Eséka       | 145 181   | 6362             |
| Nyong-et-Mfoumou | Akonolinga  | 130 321   | 6172             |
| Nyong-et-So'o    | Mbalmayo    | 142 907   | 3581             |

### Este

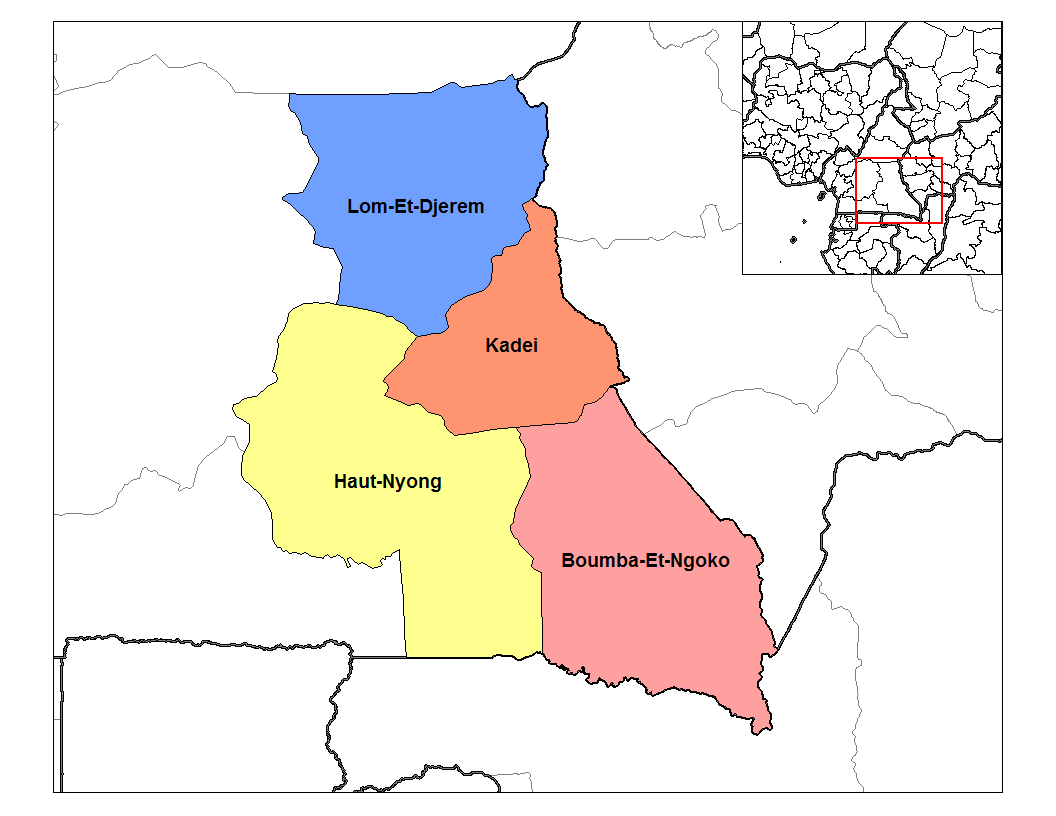
Departamentos de la región del Este

| Departamento    | Capital     | Población | Superficie (km²) |
| --------------- | ----------- | --------- | ---------------- |
| Boumba-et-Ngoko | Yokadouma   | 116 702   | 30 389           |
| Haut-Nyong      | Abong-Mbang | 216 768   | 36 384           |
| Kadey           | Batouri     | 192 927   | 15 884           |
| Lom-et-Djérem   | Bertoua     | 228 691   | 26 345           |

### Extremo Norte

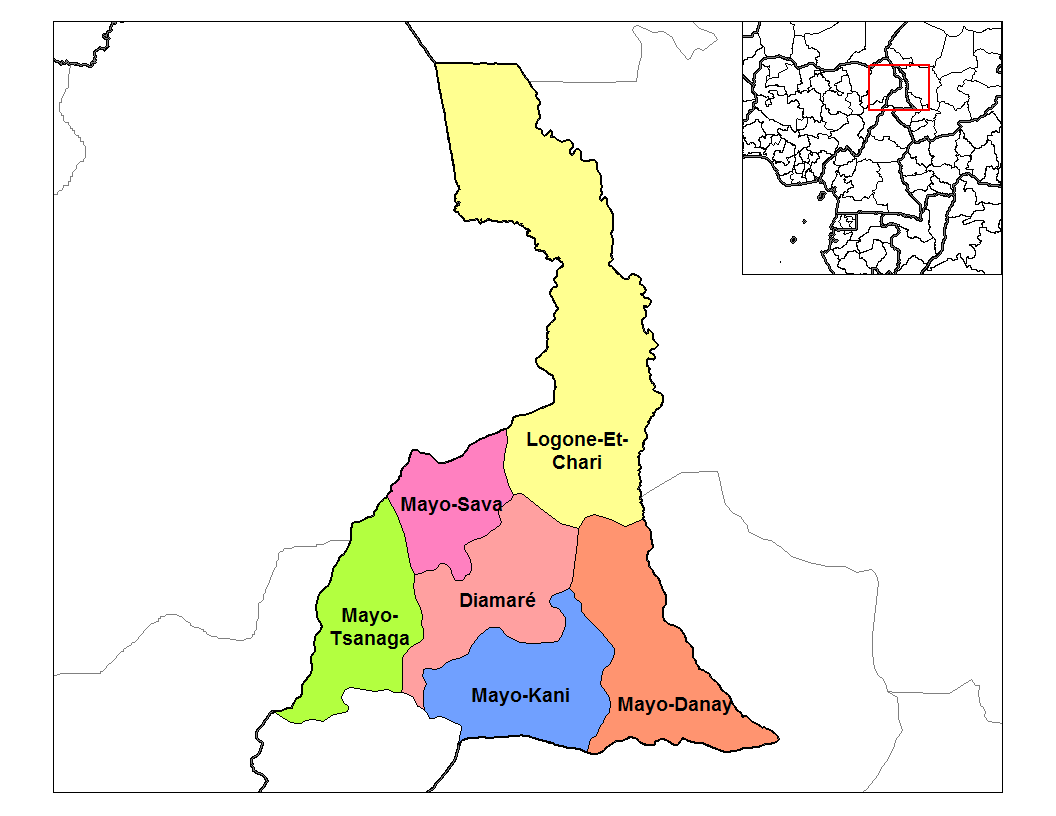
Departamentos de la región del Extremo Norte

| Departamento    | Capital  | Población | Superficie (km²) |
| --------------- | -------- | --------- | ---------------- |
| Diamaré         | Maroua   | 566 921   | 4665             |
| Logone-et-Chari | Kousséri | 405 035   | 12 133           |
| Mayo-Danay      | Yagoua   | 522 782   | 5303             |
| Mayo-Kani       | Kaélé    | 338 448   | 5033             |
| Mayo-Sava       | Mora     | 313 413   | 2736             |
| Mayo-Tsanaga    | Mokolo   | 574 864   | 4393             |

### Litoral

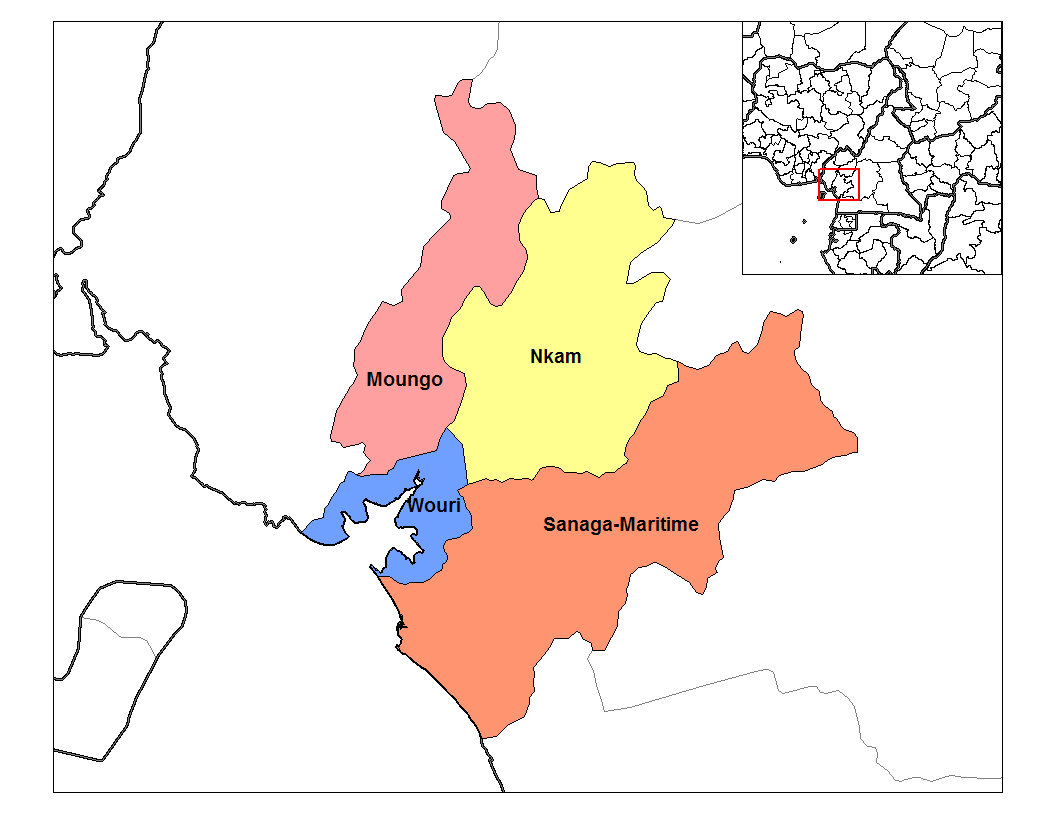
Departamentos de la región del Litoral

| Departamento    | Capital    | Población | Superficie (km²) |
| --------------- | ---------- | --------- | ---------------- |
| Moungo          | Nkongsamba | 452 722   | 3723             |
| Nkam            | Yabassi    | 66 979    | 6291             |
| Sanaga-Maritime | Edéa       | 167 661   | 9311             |
| Wouri           | Douala     | 1 514 978 | 923              |

### Norte

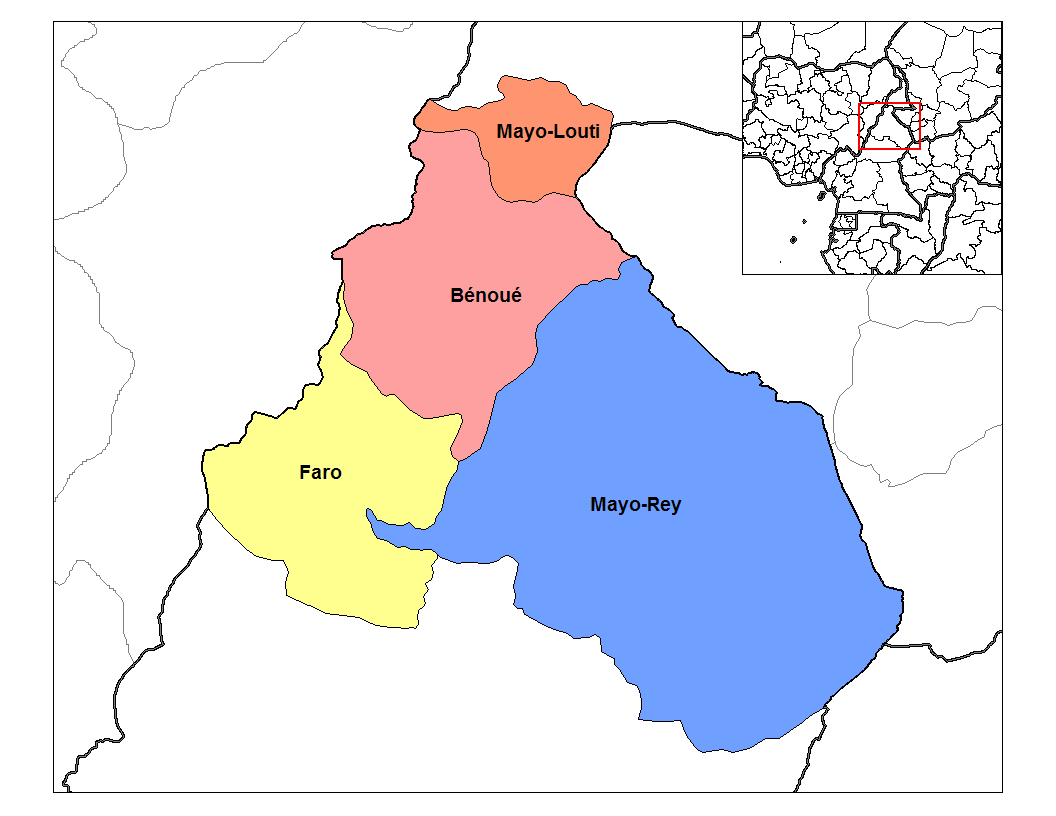
Departamentos de la región del Norte

| Departamento | Capital   | Población | Superficie (km²) |
| ------------ | --------- | --------- | ---------------- |
| Bénoué       | Garoua    | 568 793   | 13 614           |
| Faro         | Poli      | 81 472    | 11 785           |
| Mayo-Louti   | Guider    | 334 312   | 4162             |
| Mayo-Rey     | Tcholliré | 242 441   | 36 529           |

### Noroeste

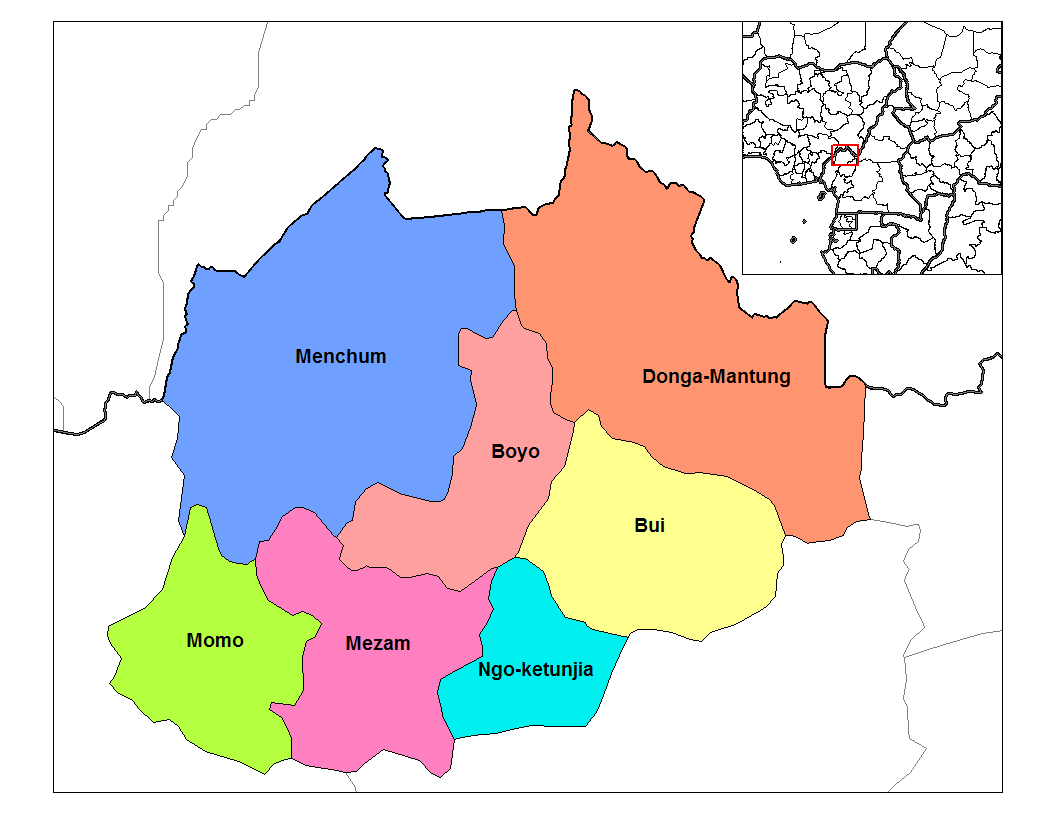
Departamentos de la región del Noroeste

| Departamento  | Capital | Población | Superficie (km²) |
| ------------- | ------- | --------- | ---------------- |
| Boyo          | Fundong | 169 725   | 1592             |
| Bui           | Kumbo   | 322 877   | 2297             |
| Donga-Mantung | Nkambé  | 337 533   | 4279             |
| Menchum       | Wum     | 157 173   | 4469             |
| Mezam         | Bamenda | 465 644   | 1745             |
| Momo          | Mbengwi | 213 402   | 1792             |
| Ngo-Ketunjia  | Ndop    | 174 173   | 1126             |

### Oeste

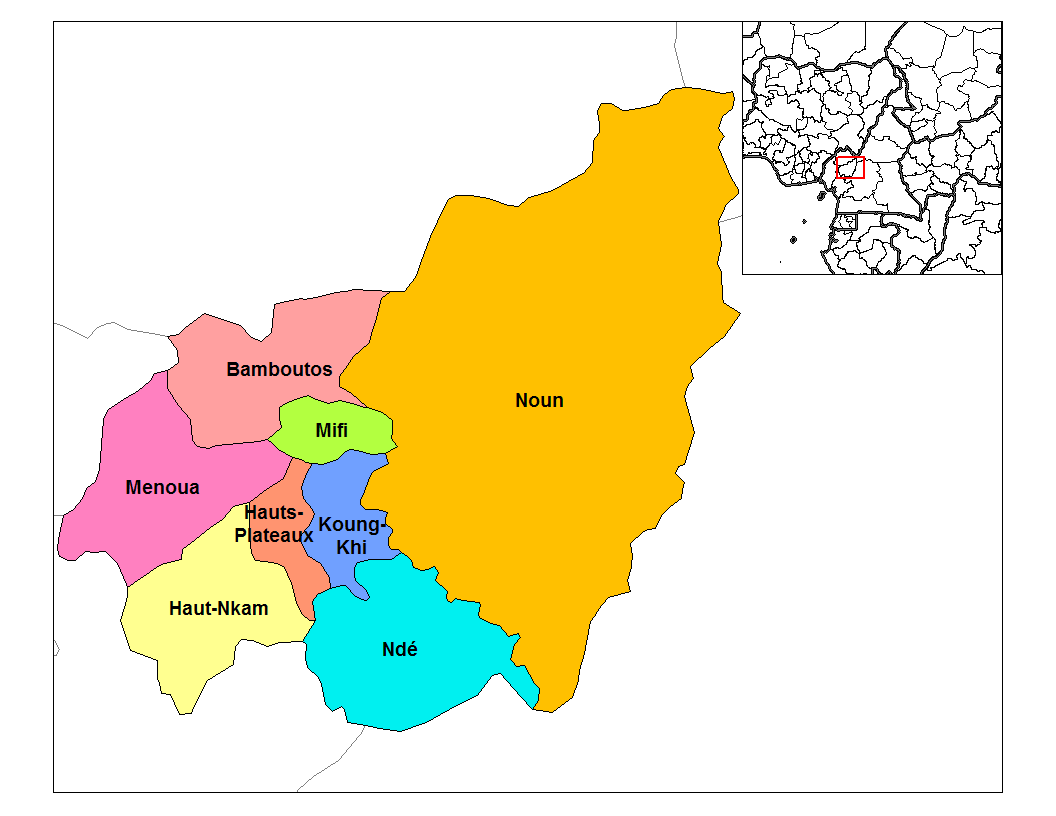
Departamentos de la región del Oeste

| Departamento   | Capital   | Población | Superficie (km²) |
| -------------- | --------- | --------- | ---------------- |
| Bamboutos      | Mbouda    | 318 848   | 1173             |
| Haut-Nkam      | Bafang    | 203 251   | 958              |
| Hauts-Plateaux | Baham     | 117 008   | 415              |
| Koung-Khi      | Bandjoun  | 121 794   | 353              |
| Menoua         | Dschang   | 372 244   | 1380             |
| Mifi           | Bafoussam | 290 758   | 402              |
| Ndé            | Bangangté | 123 661   | 1524             |
| Noun           | Foumban   | 434 542   | 7687             |

### Sur

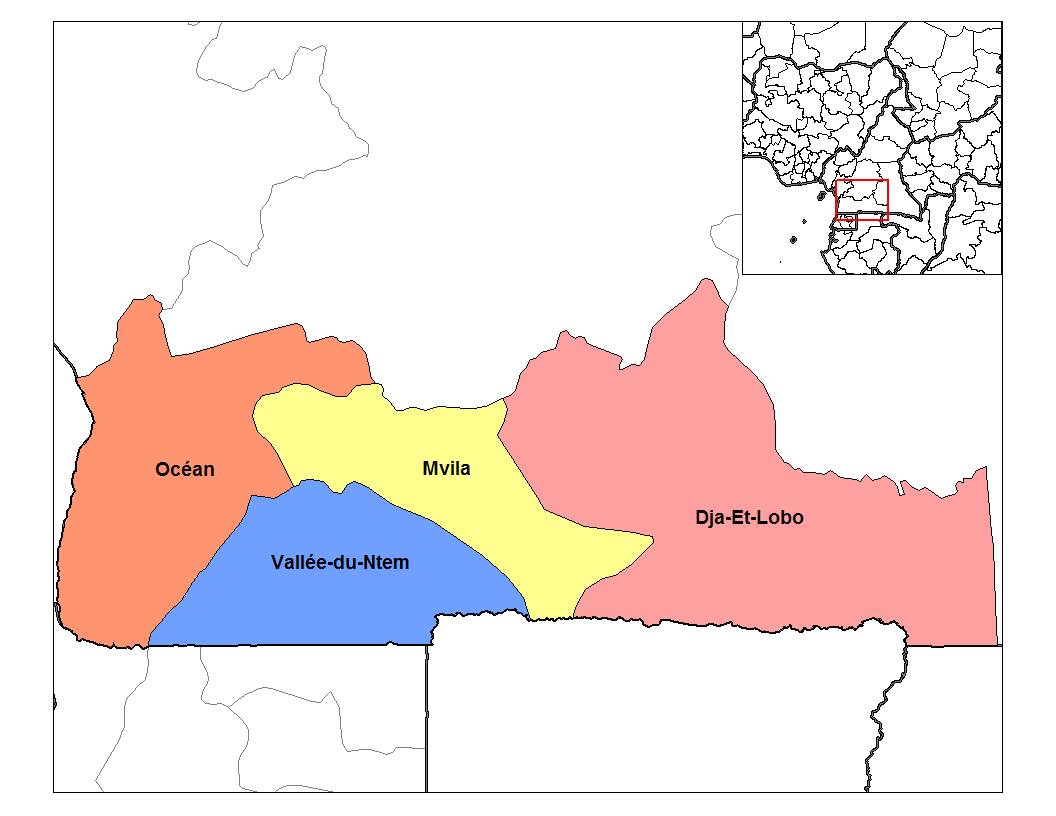
Departamentos de la región del Sur

| Departamento   | Capital    | Población | Superficie (km²) |
| -------------- | ---------- | --------- | ---------------- |
| Dja e Lobo     | Sangmélima | 173 219   | 19 911           |
| Mvila          | Ebolowa    | 163 826   | 8697             |
| Océan          | Kribi      | 133 062   | 11 280           |
| Vallée du Ntem | Ambam      | 64 747    | 7303             |

### Suroeste

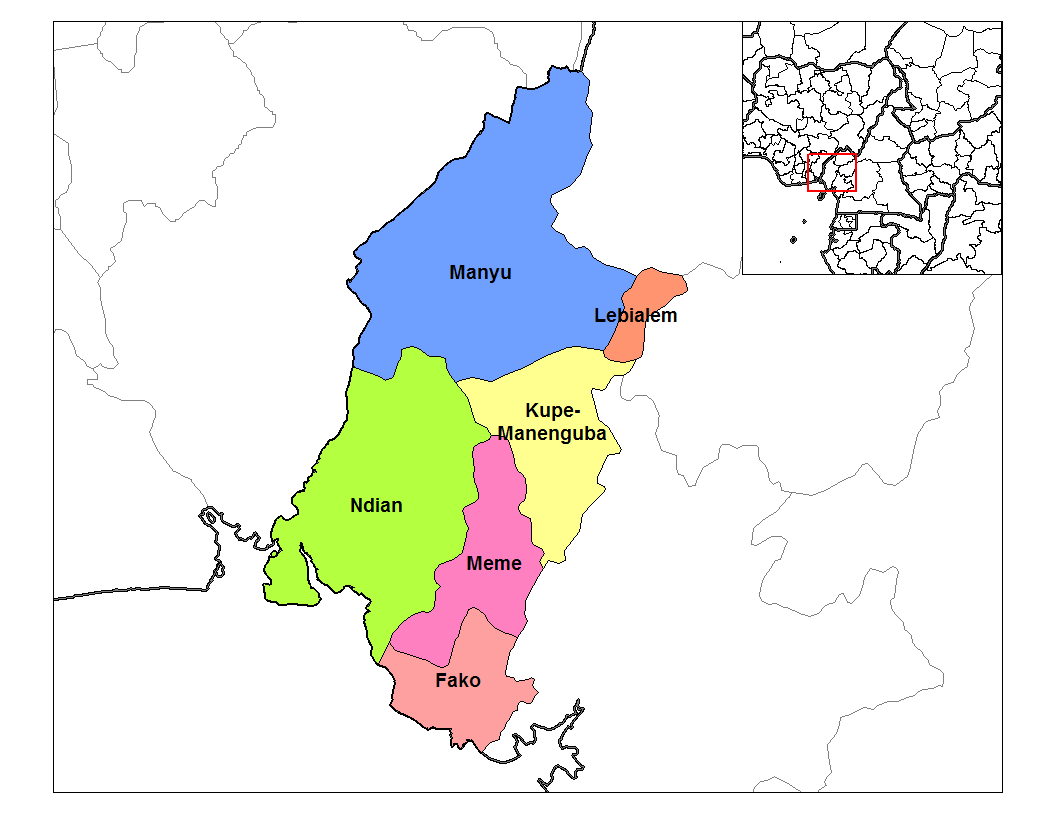
Departamentos de la región del Suroeste

| Departamento     | Capital  | Población | Superficie (km²) |
| ---------------- | -------- | --------- | ---------------- |
| Fako             | Limbe    | 534 854   | 2093             |
| Koupé-Manengouba | Bangem   | 123 011   | 3404             |
| Lebialem         | Menji    | 144 560   | 617              |
| Manyu            | Mamfé    | 177 389   | 9565             |
| Meme             | Kumba    | 300 318   | 3105             |
| Ndian            | Mundemba | 129 659   | 6626             |